# Laghi di Fusine
I laghi di Fusine (lâcs di Fusinis in friulano, Weißenfelser Seen, in tedesco, Belopeška jezera in sloveno) sono un complesso di due piccoli laghi, il lago Superiore ed il lago Inferiore, situati a breve distanza l'uno dall'altro nel territorio del comune di Tarvisio (frazione Fusine Laghi, Friuli-Venezia Giulia) e considerati fra i più begli esempi di lago alpino.

## Geografia
Di origine glaciale, sono collocati in un anfiteatro calcareo creato dalla dorsale del Picco di Mezzodì del monte Mangart. La valle, che corre parallela al confine italo-sloveno e non lontano da quello italo-austriaco, dal 1971 è un'area protetta con il nome di Parco naturale dei Laghi di Fusine.
Il lago Superiore si trova a 929 m s.l.m., ha una profondità massima di 10 m e una superficie di 9 ha; il lago Inferiore, più ampio e profondo, si trova a 924 m s.l.m., ha una profondità massima di 25 m e una superficie di 13,5 ha. Nelle vicinanze del lago Inferiore ci sono altri due minuscoli specchi d'acqua, chiamati laghi piccoli. Il lago Superiore alimenta il lago Inferiore per via sotterranea e quest'ultimo alimenta l'emissario di entrambi i laghi.

### Clima
In inverno la zona dei laghi è uno dei posti più freddi di tutta la regione: spesso vi si registrano le temperature tra le più basse d'Italia insieme al Cansiglio (al secondo, terzo e quarto posto si collocano rispettivamente le Melette di Gallio e di Foza sull'Altopiano di Asiago, seguite dalla val di Landro tra Dobbiaco, Cortina d'Ampezzo e l'altopiano di Livigno).
A partire dal 2009 si sta approntando una stazione meteorologica ad alta tecnologia per studiare con maggiore profondità il microclima della zona. Risulta molto fredda la parte iniziale del lago Inferiore ed anche Alpe Tamer posta sotto il Mangart, che, secondo rilevamenti non ufficiali, il 6 gennaio 1985 ha raggiunto i -34 °C. I fattori principali che generano queste temperature sono il sottosuolo carsico e la scarsa illuminazione invernale. Perciò i laghi sono ghiacciati da inizio dicembre fino a marzo in annate normali.

## Galleria d'immagini

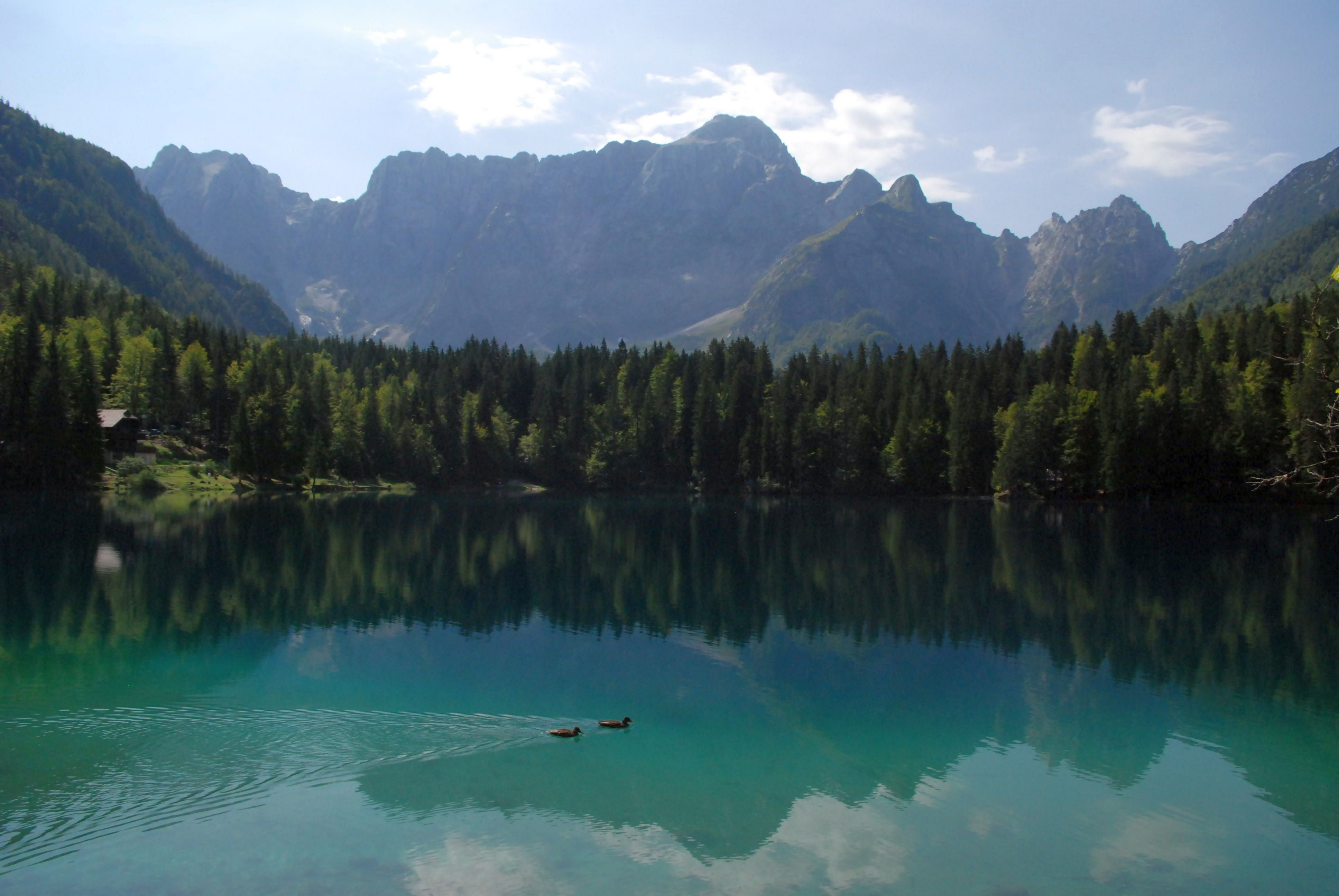
Il lago Inferiore, sullo sfondo il gruppo del Mangart
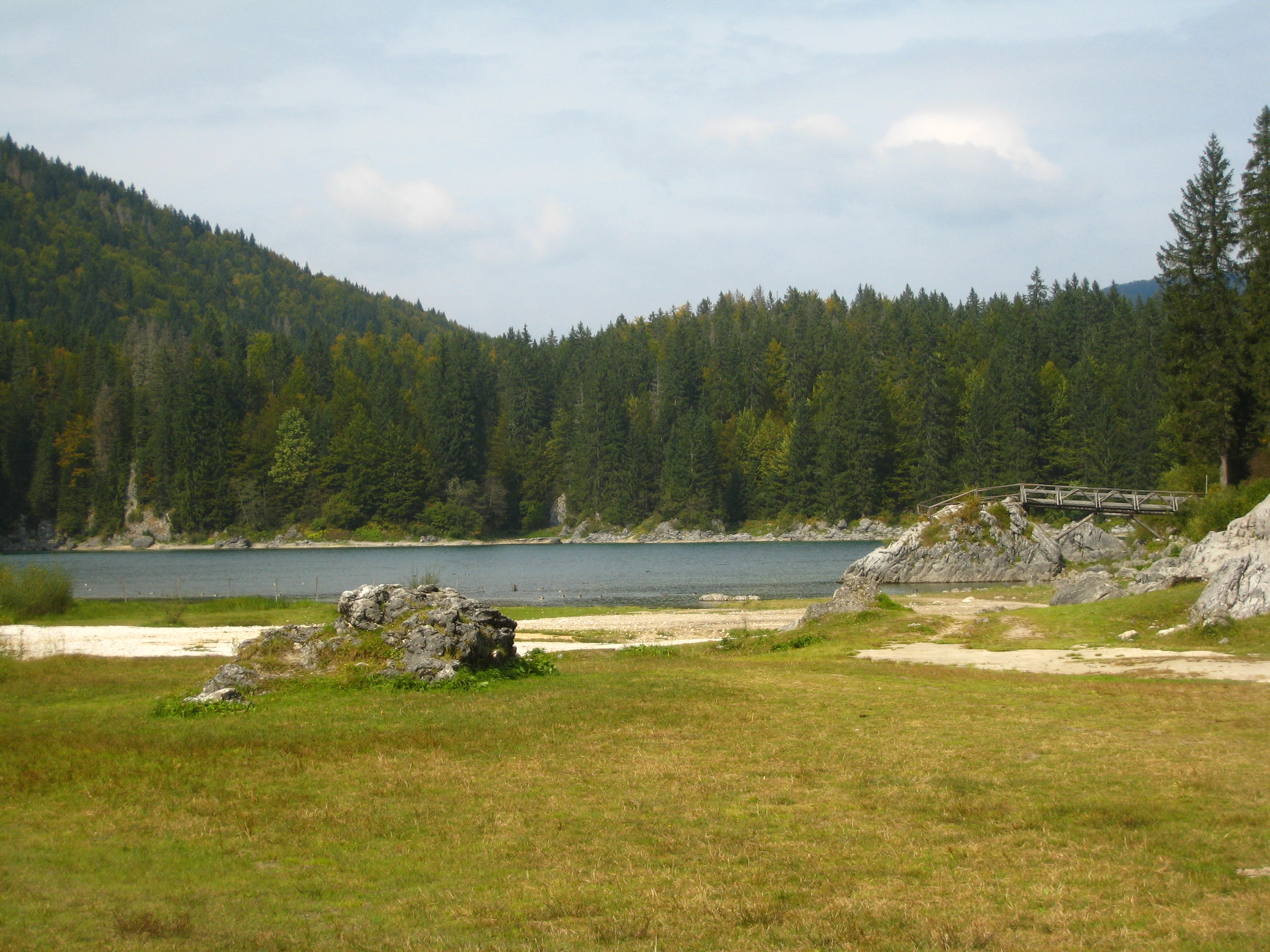
Il lago Superiore
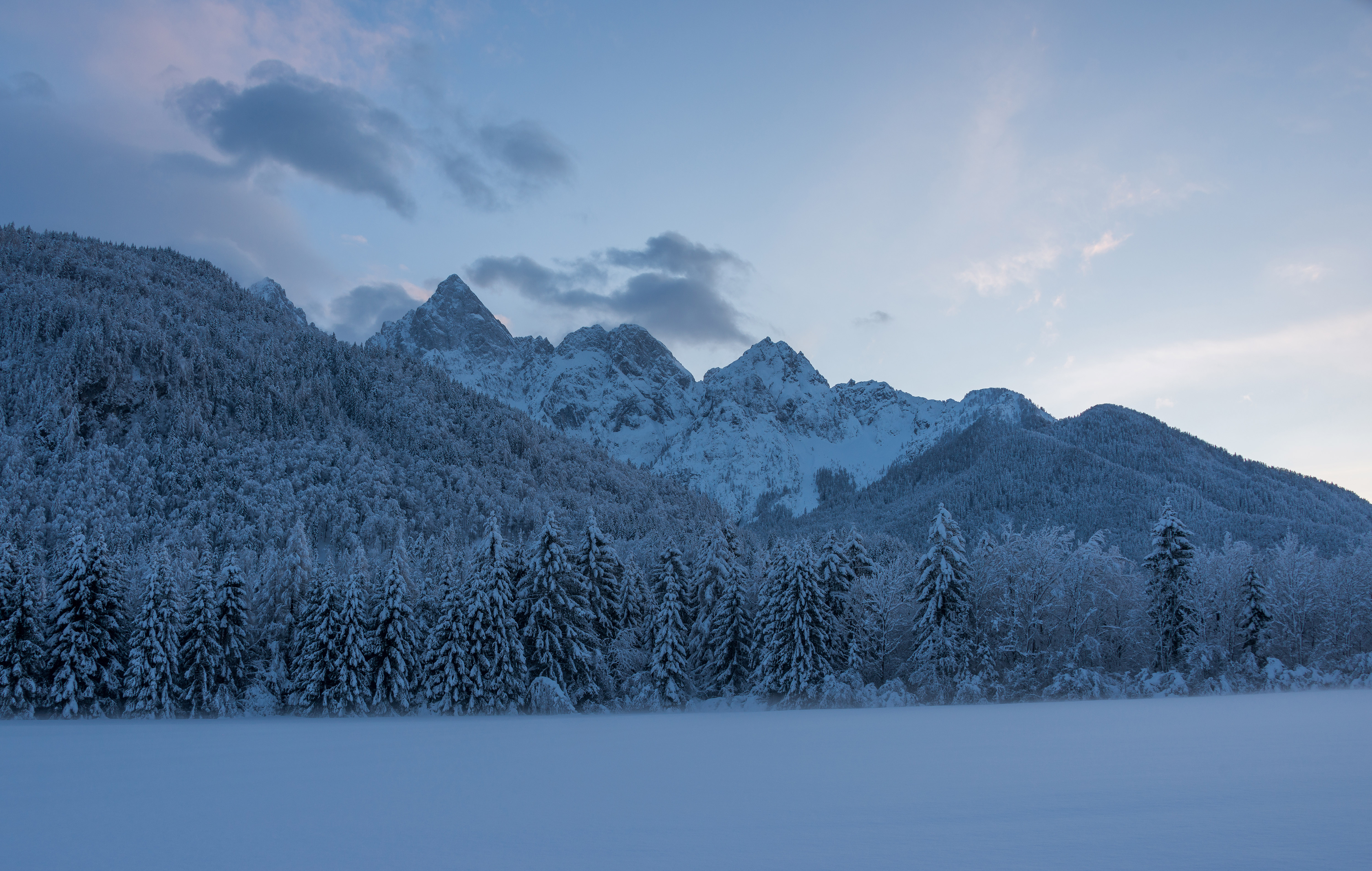
Foresta e vette circostanti innevati
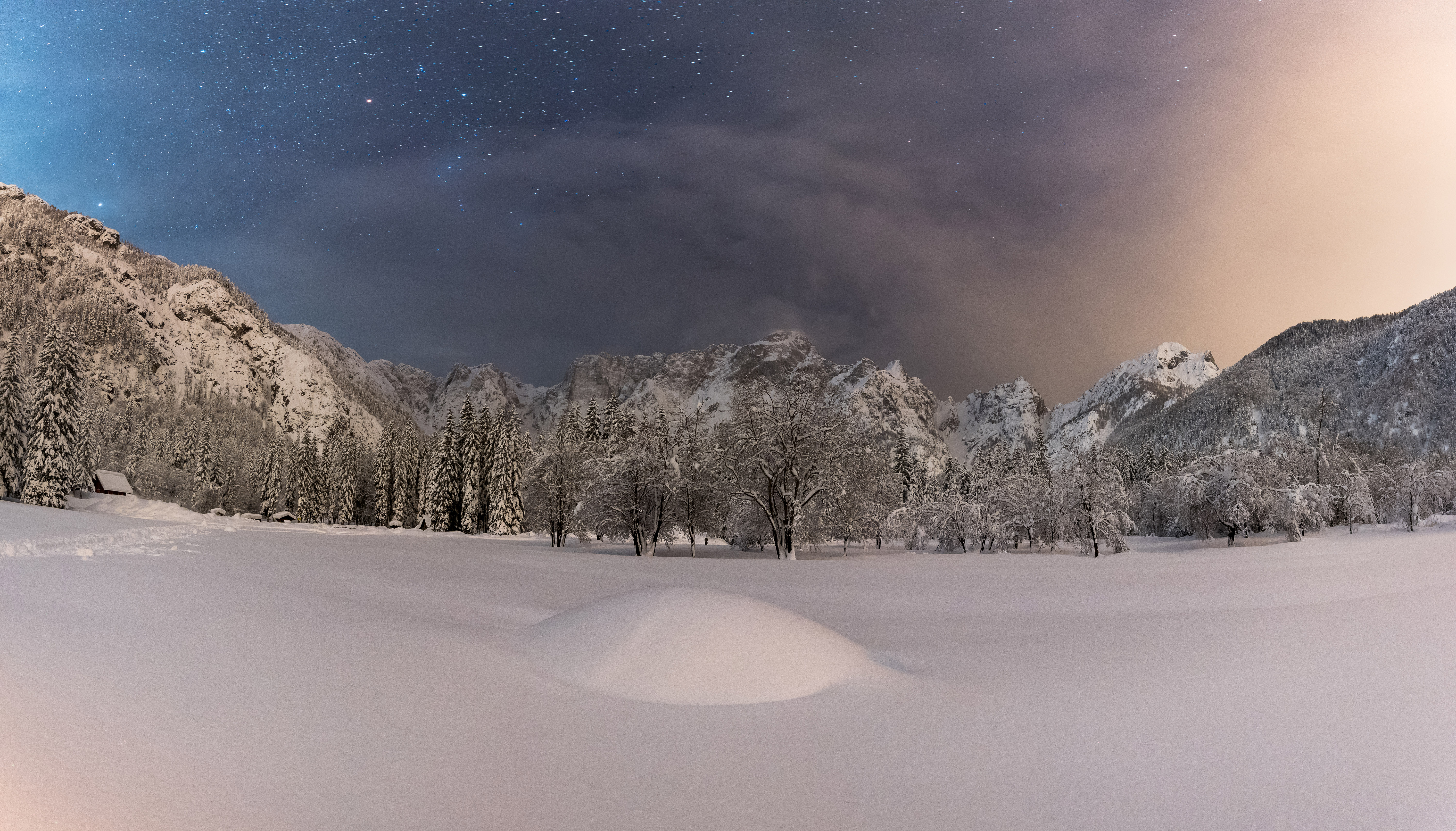
Veduta notturna invernale
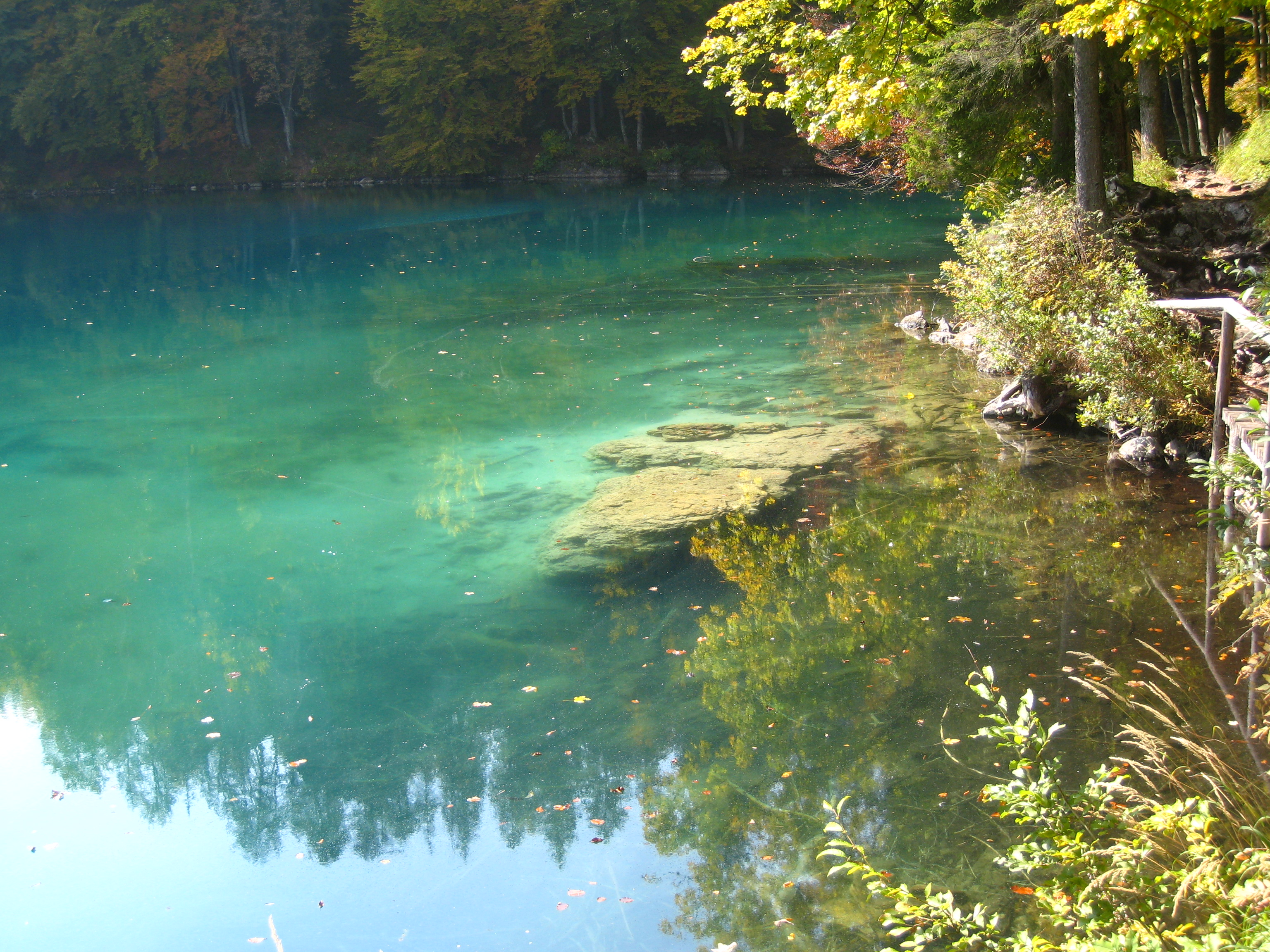
Il colore delle acque del lago Inferiore
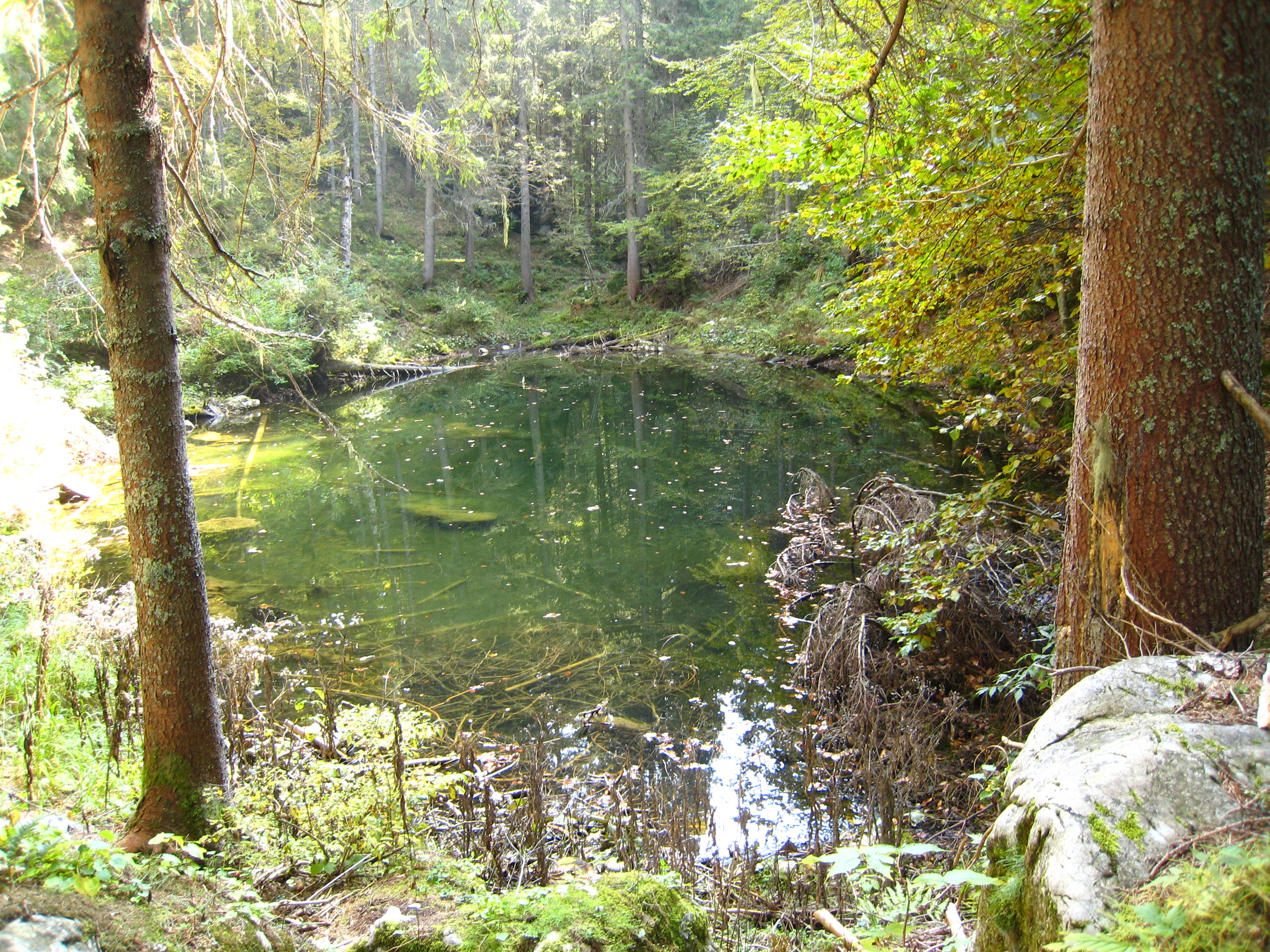
Il maggiore dei due laghi piccoli (vicini al lago Inferiore)